# Tariq Wadood
Tariq Wadood (* 1957) ist ein ehemaliger pakistanischer Badmintonspieler, der später für die USA startete.

## Karriere
Tariq Wadood gilt als eines der größten Talente, welches der pakistanische Badmintonsport hervorgebracht hat. In Pakistan trat er zunächst für eine Mannschaft der United Bank an, die von Zubair Ahmed als Kapitän geführt wurde. Mit dem Niedergang des Badmintonsports in seinem Heimatland suchte er sich ein neues Betätigungsfeld und fand es in den USA.
1986 gewann er die US Open im Herrendoppel mit Yao Ximing. Ein Jahr später gewann er die US-Meisterschaft im Herreneinzel im Finale gegen Chris Jogis aus Palo Alto mit 15:9 und 15:13 und wurde Vizemeister im Doppel mit Yao Ximing. 1989 wurde er zweifacher US-Titelträger. Ein Jahr später siegte er noch einmal bei den US Open und holte 1991 seinen letzten nationalen Titel im Mixed. Nach seiner aktiven Karriere arbeitete er unter anderem als Autor und verfasste das Buch Badminton Today.

## Sportliche Erfolge
| Saison | Veranstaltung              | Disziplin    | Platz | Name                         |
| ------ | -------------------------- | ------------ | ----- | ---------------------------- |
| 1986   | US Open                    | Herrendoppel | 1     | Yao Ximing / Tariq Wadood    |
| 1987   | USA: Einzelmeisterschaften | Herreneinzel | 1     | Tariq Wadood                 |
| 1987   | USA: Einzelmeisterschaften | Herrendoppel | 2     | Yao Ximing / Tariq Wadood    |
| 1989   | USA: Einzelmeisterschaften | Mixed        | 1     | Tariq Wadood / Linda French  |
| 1989   | USA: Einzelmeisterschaften | Herreneinzel | 1     | Tariq Wadood                 |
| 1990   | US Open                    | Mixed        | 1     | Tariq Wadood / Traci Britton |
| 1990   | US Open                    | Herreneinzel | 3     | Tariq Wadood                 |
| 1991   | USA: Einzelmeisterschaften | Mixed        | 1     | Tariq Wadood / Traci Britton |